# Menogia
Menogia (griechisch Μενόγεια, türkisch Ötüken oder Mennoya) ist ein Ort im Bezirk Larnaka in Zypern. Bei der letzten amtlichen Volkszählung im Jahr 2021 hatte der Ort 40 Einwohner.

## Lage

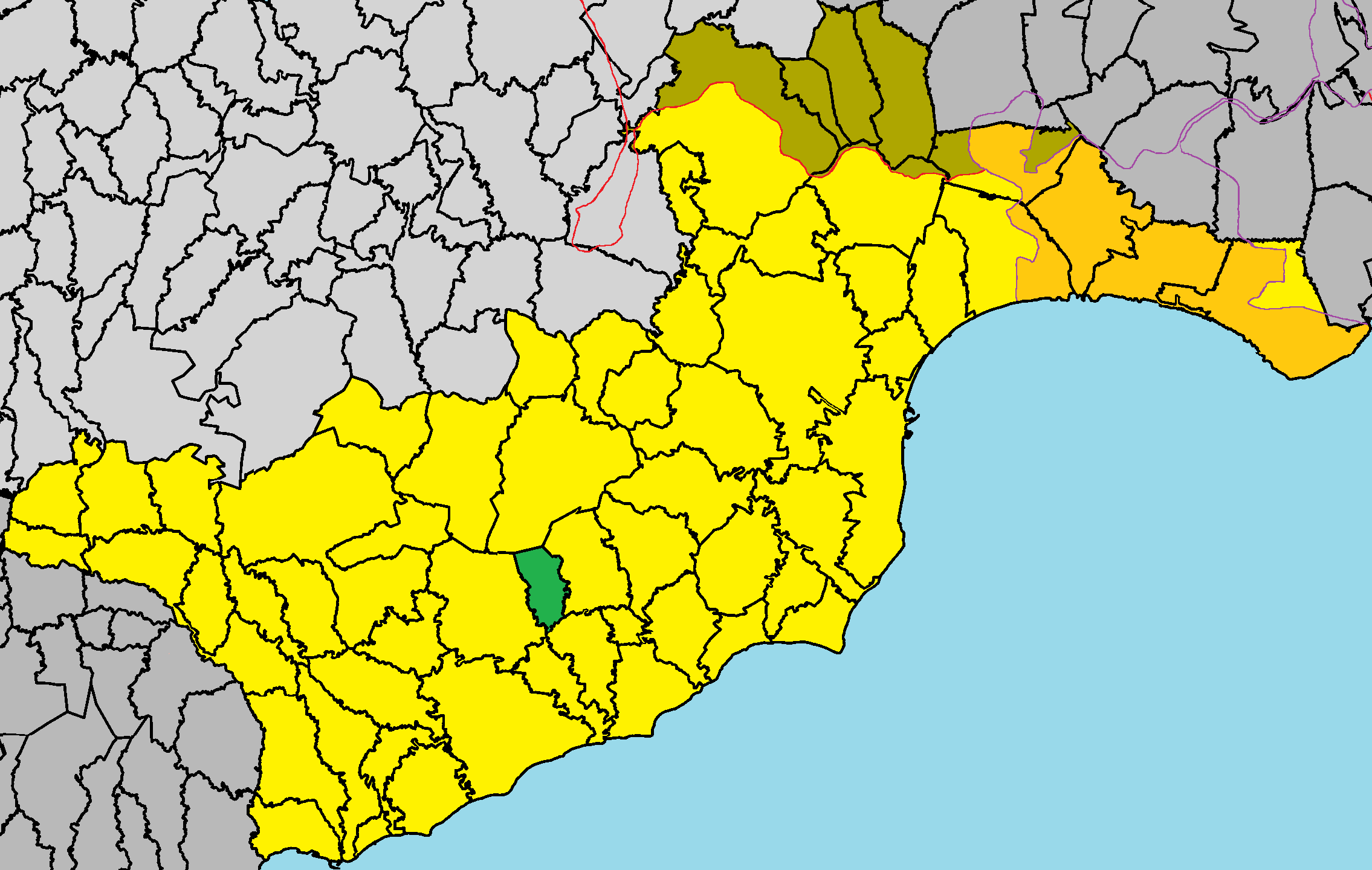
Lage der Gemeinde im Bezirk Larnaka

Menogia liegt im Südosten der Insel Zypern auf 125 Metern Höhe, etwa 36 km südlich der Hauptstadt Nikosia, 16 km südwestlich von Larnaka und 38 km nordöstlich von Limassol. 
Der Ort befindet sich knapp 8 km vom Mittelmeer entfernt im Küstenhinterland. Er liegt direkt südlich der Autobahn 5 und der B5, welche nach Larnaka und zur A1 und B1 führen. Somit besteht eine gute Verkehrsanbindung nach Osten, Norden und Westen. Auf einem Berg nördlich der Gemeinde liegt das Stavrovouni-Kloster.
Orte in der Umgebung sind Pyrga im Norden, Anglisides im Osten, Aplanta und Anafotia im Südosten, Alaminos im Süden sowie Kofinou im Westen.